# Абіску

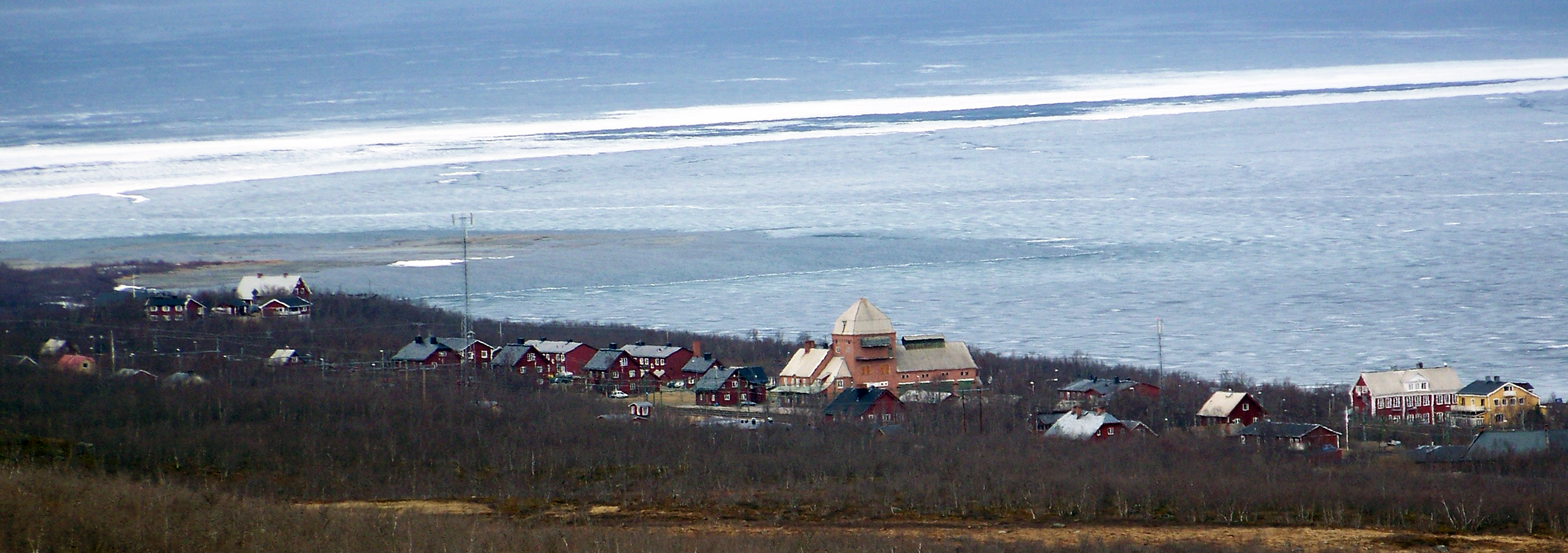
Абіску

Абі́ску (Абіско; швед. Abisko) — сільське поселення (småort) в шведській провінції Норрботтен, на території історичної провінції Лаппланд.
Абіску розташоване за 39 км від шведсько-норвезького кордону і на 195 км північніше за північним полярним колом. Населення 89 осіб. Входить до комуни Кируна, розташоване на березі одного з найбільших у Швеції озер — Турнетреск та є початковим та кінцевим пунктом пішого маршруту Кунгследен. За два кілометри західніше міста розташована відкрита 1902 року туристична станція Abisko Turiststation. Абіску лежить на кордоні заснованого 1909 року національного парку Абіску.
Біля Абіску проходять європейський автомобільний маршрут E10 і залізнична лінія Мальмбанан, якою курсують поїзди, що обслуговуються Veolia Transport, що прямують за маршрутом Нарвік-Стокгольм. На території міста розташована залізнична станція Abisko Östra (Абіску Східна), крім того окрема станція Abisko Turiststation розташована біля туристичної станції.
В Абіску також розташована заснована 1903 року дослідна станція Абіску, яка увійшла 1935 року до складу Шведської королівської академії наук. На станції, що включає в себе як лабораторії, так і декілька польових станцій, проводяться біологічні та геологічні дослідження.
Влітку сонце не заходить в Абіску рівно місяць — з 13 червня по 13 липня.